# Politique au Portugal

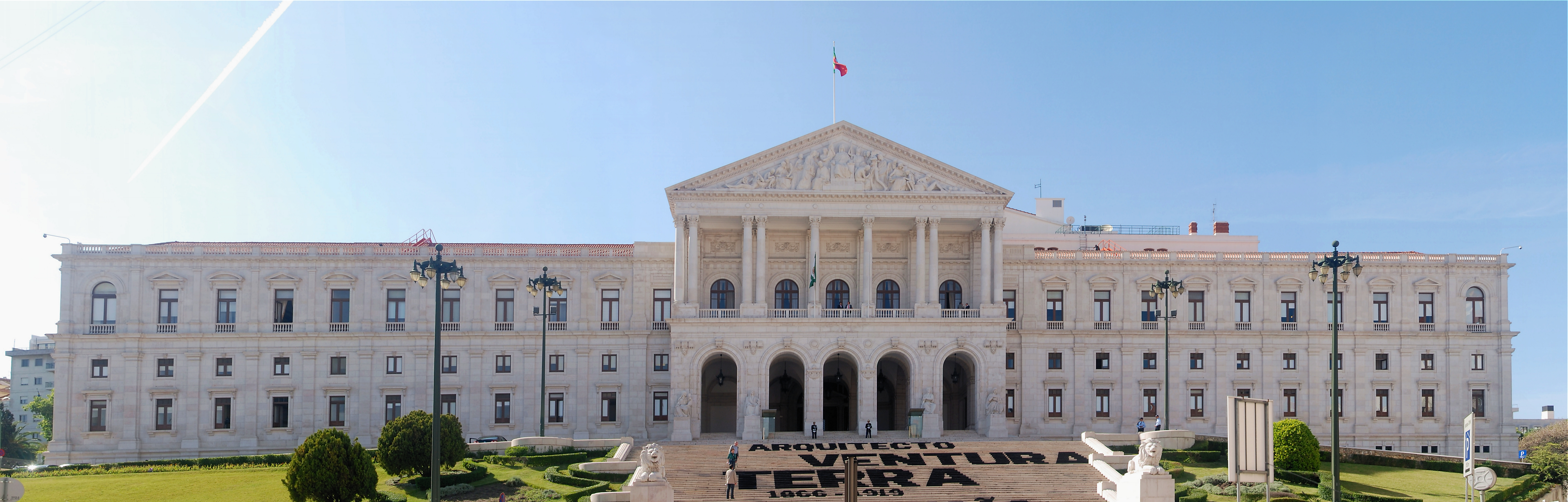
Le Palais Saint Benoît (São Bento), à Lisbonne, où se réunit le Parlement portugais.

Le Portugal est une république à régime semi-présidentiel depuis 1974. Concrètement, cela signifie que le pouvoir exécutif est détenu par le président de la République et par le Premier ministre. Auparavant, les Portugais vivaient sous le régime dictatorial de l'Estado Novo (« État nouveau »), mis en place par António de Oliveira Salazar dans les années 1920.
La constitution de la République portugaise est en vigueur depuis le 2 avril 1976 et a été modifiée six fois.

## Pouvoir exécutif

### Chef de l'État
Le Président de la République, qui est élu pour cinq ans au suffrage universel direct, dispose de larges pouvoirs. Le Gouvernement, placé sous l'autorité du Premier ministre, partage le pouvoir exécutif avec le Président de la République.
L'actuel Président de la République est Marcelo Rebelo de Sousa, successeur le 9 mars 2016 de Cavaco Silva.

### Chef du gouvernement et gouvernement
Le pouvoir exécutif est attribué au Premier ministre, qui partage ses pouvoirs avec le Président de la République. Le Premier ministre et les membres du Gouvernement sont nommés et révoqués par le Président de la République mais celui-ci use peu de son pouvoir de révocation, pour assurer le bon fonctionnement des institutions démocratiques. La Constitution ne définit pas clairement cette norme.
L'actuel Premier ministre est Luís Montenegro depuis le 2 avril 2024.

## Pouvoir législatif
Il est exercé par un Parlement à chambre unique, l'Assemblée de la République. Elle est élue pour quatre ans au scrutin proportionnel à un seul tour. Les dernières élections se sont déroulées à la suite de la dissolution de l'Assemblée de la République.
Le nombre de députés élus à l'Assemblée de la République est actuellement de 230, dont 4 représentants des Portugais de l'étranger.
L'Assemblée de la République investit le Gouvernement qu'elle peut renverser au moyen d'une motion de censure.
Elle peut être dissoute par le chef de l'État qui doit cependant consulter le Conseil d'État, placé auprès de lui, et les partis politiques.
Les référendums sont convoqués par le Président de la République sur proposition de l'Assemblée de la République.

## Pouvoir judiciaire
Il est exercé par les cours et les tribunaux. Le dernier ressort en appel est le Tribunal suprême. Son indépendance est garantie par le Conseil supérieur de la magistrature (pour les magistrats du siège) et le Conseil supérieur du ministère public (magistrats du parquet).

## Situation politique actuelle
Après avoir remporté la majorité absolue des sièges aux élections législatives anticipées du 20 février 2005, le Parti socialiste (PS), dirigé par José Sócrates, a perdu l'élection présidentielle du 22 janvier 2006 face au candidat du centre droit, Aníbal Cavaco Silva. Devancé par surprise par le Parti social-démocrate (PPD/PSD), alors présidé par Manuela Ferreira Leite, aux élections européennes du 13 juin 2009, le PS s'est imposé, avec une majorité relative de 96 députés sur 230, aux élections législatives du 27 septembre 2009.
Le 23 janvier 2011, le président Cavaco Silva a été réélu dès le premier tour, au cours de l'élection présidentielle. Il a prononcé, deux mois plus tard, la dissolution de l'Assemblée de la République, à la suite du rejet du plan d'austérité budgétaire présenté par le Premier ministre José Sócrates. Les élections législatives anticipées du 5 juin ont ensuite été remportées par le PPD/PSD, dirigé à présent par Pedro Passos Coelho, qui compte s'allier de nouveau avec le CDS - Parti populaire (CDS/PP) pour gouverner.
En octobre 2015, le Parti socialiste, le parti communiste et le Bloc de gauche (BE) ont, par une motion de censure, renversé le premier ministre Pedro Passos Coelho (PSD) pour le remplacer en novembre 2015 par António Costa (PSP). Les débuts de la coalition de gauche sont plutôt réussis avec une baisse des déficits et une reprise de la croissance économique et des salaires.

## Administration territoriale
Le territoire portugais est divisé en trois espaces : les Açores, le continent et Madère. Les Açores et Madère constituent chacune une Région autonome tandis que la métropole est divisée en 18 districts sans personnalité juridique et environ 300 communes. La capitale du pays est Lisbonne et la seconde plus grande ville est Porto.